# Erika F. Christensen
 Ikke at forveksle med Erika Christensen.
Erika Frischknecht Christensen (født 1952) er overlæge ved Aalborg Universitetshospital samt professor ved Aalborg Universitet. Dertil er hun leder af Center for Præhospital- og Akutforskning også ved Aalborg Universitetshospital.

## Uddannelse og beskæftigelse
Erika Frischknecht Christensen færdiggjorde sin kandidatuddannelse i medicin (cand.med.) i 1980 ved Aarhus Universitet. I 1993 blev hun autoriseret som speciallæge i anæstesiologi.
Udover sin stilling som leder af Center for Præhospital- og Akutforskning også ved Aalborg Universitetshospital og professor ved Aalborg Universitet er Christensen formand for Præhospitaldatabasen ved Regionernes Kliniske KvalitetsudviklingsProgram (RKKP).Ydermere er hun medlem af styregruppen for Dansk Hjertestopregister og medlem og repræsentant for Region Nordjylland af Dansk Akutlægehelikopters Forskningsudvalg.

## Publikationer
Erika Frischknecht Christensen har bidraget til diverse værker, og har dertil over 110 publicerede tidsskriftartikler:

### Bøger
- Barfod, C. & Christensen, E. F., 2019, Den akutte patient. Brun Petersen, D., Callesen, T., Bjerregaard Larsen, T. & Backer Mogensen, C. (red.). 4. udg. København: Munksgaard , s. 59-87[9]
- Præhospital indsats kapitel i: Akutbogen for læger og sygeplejersker. Jakobsen A, Skjærbæk C, Villumsen NK (eds.), Munksgaard 2017[10].
- Lærebogskap: Første gennemgang af den akutte patient, ABC i akut behandling. I ”Den akutte patient”, Munksgaard 2005, 2010, 2016.[11]
- Kapitel i: Wilson WC, Grande CM, Hoyt DB, editorer. TRAUMA, Emergency Resuscitation, Perioperative Anesthesia, Surgical Management. Christensen EF, Deakin CD, Vilke GM, Lippert FK. New York. Informa Healthcare USA, Inc. 2007.[12]

Udvalgte artikler fra 2019-2020
- Søvsø MB, Huibers L, Bech BH, Christensen HC, Christensen MB, Christensen EF. Acute care pathways for patients calling the out-of-hours services. BMC Health Services Research 2020;20:146. doi:10.1186/s12913-020-4994-0.
- Kjaergaard B, Holdgaard HO, Magnusdottir SO, Lundbye-Christensen S, Christensen EF. An impedance threshold device did not improve carotid blood flow in a porcine model of prolonged cardiac arrest. J Transl Med. 2020;18:83. doi:10.1186/s12967-020-02264-5.
- Poulsen NR, Kløjgård TA, Lübcke K, Lindskou TA, Søvsø MB, Christensen EF. Completeness in the recording of vital signs in ambulances increases over time. Dan Med J. 2020;67(2).
- Lindskou TA, Mikkelsen S, Christensen EF, Hansen PA, Jørgensen G, Hendriksen OM, Kirkegaard H, Berlac PA, Søvsø MB. The Danish prehospital emergency healthcare system and research possibilities. Scand J Trauma Resusc Emerg Med. 2019. doi:10.1186/s13049-019-0676-5.
- Hausenloy D, Kharbanda RK, Møller UK, Ramlall M, Aarøe J, Butler R, Bulluck H, Clayton T, Dana A, Dodd M, Engstrom T, Evans R, Lassen JF, Christensen EF, Garcia-Ruiz JM, Gorog DA, Hjort J, Houghton RF, Ibanez B, Knight R, Lippert FK, Lønborg JT, Maeng M, Milasinovic D, More R, Nicholas JM, Jensen LO, Perkens A, Radovanovic N, Rakhit R, Ravkilde J, Ryding AD, Schmidt MR, Riddervold IS, Sørensen HT, Stankovic G, Varma M, Webb I, Terkelsen CJ, Greenwood JP, Yellon DM, Bøtker HE. Effect of remote ischaemic conditioning on clinical outcomes in patients with acute myocardial infarction  (CONDI-2/ERIC-PPCI): a single-blind randomized controlled trial. Lancet 2019. doi:10.1016/S0140-6736(19)32039-2
- Søvsø MB, Christensen MB, Bech BH, Christensen HC, Christensen EF, Huibers L. Contacting out-of-hours primary care or emergency medical services for time-critical conditions - impact on patient outcomes. BMC Health Services Research, 2019. 19(1), 813. doi:10.1186/s12913-019-4674-0.
- Gamst-Jensen H, Christensen EF, Lippert F, Folke F, Egerod I, Brabrand M, Tolstrup JS, Thygesen LC, Huibers L. Impact of caller’s degree-of-worry on triage respoonse in out-of-hours telephone consultations: a randomized controlled trial. Scand J Trauma Resusc Emerg Med. 2019. doi:10.1186/s13049-019-0618-2.
- Søvsø MB, Kløjgaard TA, Hansen PA, Christensen EF. Repeated ambulance use is associated with cronic diseases – a population-based historic cohort study of patients’ symptoms and diagnoses. Scand J Trauma Resusc Emerg Med. 2019. doi:10.1186/s13049-019-0624-4.
- Lindskou TA, Pilgaard L, Søvsø MB, Kløjgård TA, Larsen TM, Jensen FB, Weinrich UM, Christensen EF. Symptom, diagnosis and mortality among respiratory emergency medical service patients. PLOS ONE 2019. doi:10.1371/journal.pone.0213145.
- Friesgaard KD, Kirkegaard H, Rasmussen C-H, Giebner M, Christensen EF, Nikolajsen L. Prehospital intravenous fentanyl administered by personnell: a cluster-randomised comparison of two tretment protocols. Scand J Trauma Resusc Emerg Med. 2019. doi:10.1186/s13049-019-0588-4.